# Lista de membros do NCT

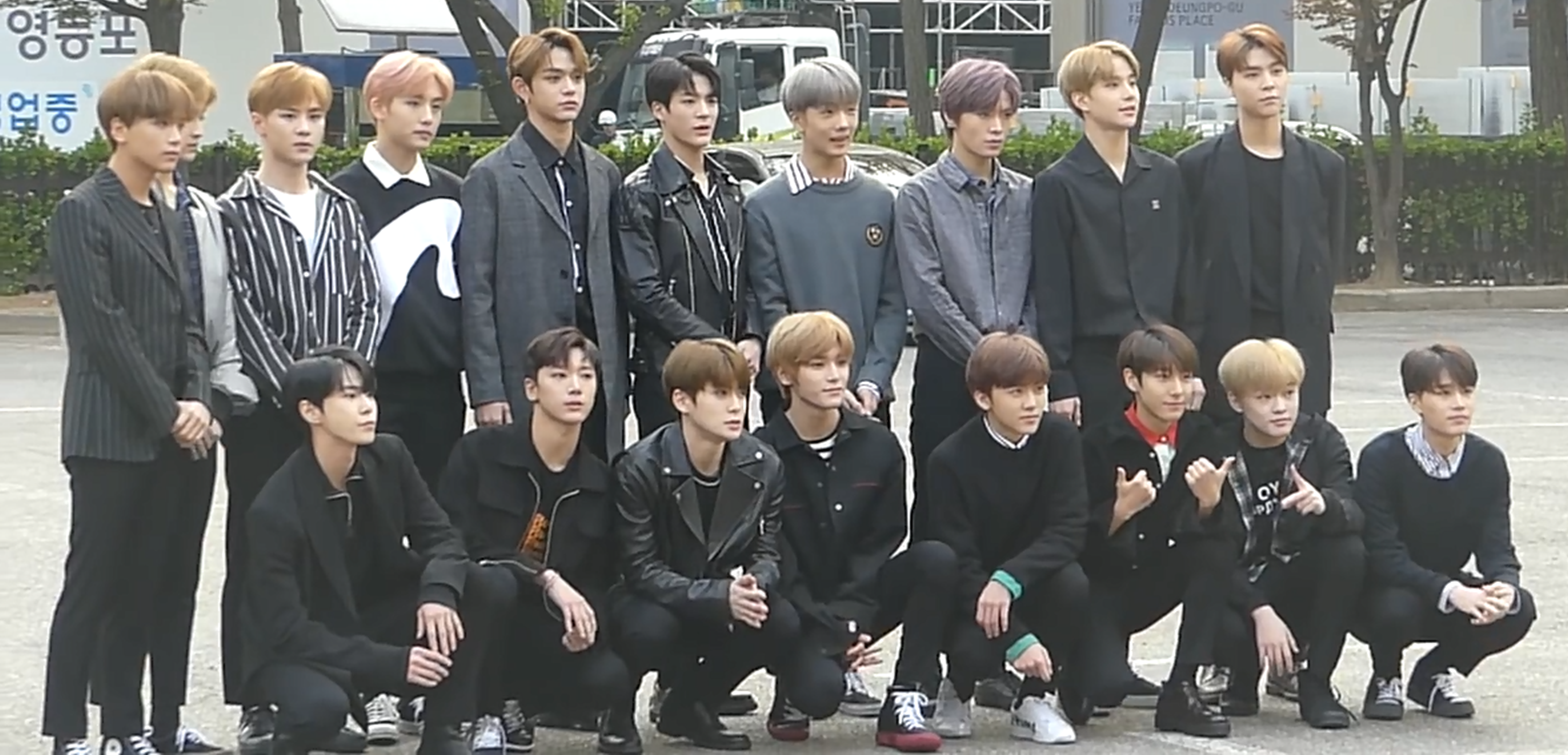
Todos os membros do projeto NCT 2018 indo para uma gravação do Music Bank. (abril de 2018)

NCT (em coreano:  엔시티) é um grupo multinacional formado pela SM Entertainment em 2016. Seu nome é uma abreviação do projeto de localização Hallyu Neo Culture Technology, um termo dado pelo fundador da SM Entertainemt Lee Soo-man para descrever o conceito do grupo de ter um número ilimitado de membros divididos em várias subunidades baseadas em várias cidades do mundo.
O primeiro álbum de estúdio do NCT, intitulado NCT 2018 Empathy, foi lançado em 14 de março de 2018, contando com os 21 membros que haviam estreado até aquele momento. Em meados de setembro, o NCT anunciou o projeto NCT 2020, semelhante ao seu projeto NCT 2018, que combina membros de várias subunidades em um álbum. O grupo lançou seu segundo álbum, NCT 2020 Resonance Pt. 1 em 12 de outubro, apresentando todas as 4 subunidades e 2 novos membros, Shotaro e Sungchan. A segunda parte do álbum foi lançada em 23 de novembro daquele ano.

## Subunidades
A primeira subunidade de seis membros do grupo NCT U, estreou em abril de 2016 com os singles "The 7th Sense" e "Without You". NCT 127, a subunidade baseada em Seul, estreou em julho de 2016 com o extended play NCT #127. A terceira unit, NCT Dream, fez sua estreia em agosto de 2016, com single "Chewing Gum". WayV, a quarta subunidade baseada na China, estreou em janeiro de 2019 com o single álbum The Vision.
| Membros  | Subunidades | Subunidades | Subunidades | Subunidades |
| Membros  | NCT U*      | NCT 127     | NCT Dream   | WayV        |
| -------- | ----------- | ----------- | ----------- | ----------- |
| Johnny   |             |             |             |             |
| Taeyong  |             |             |             |             |
| Yuta     |             |             |             |             |
| Kun      |             |             |             |             |
| Doyoung  |             |             |             |             |
| Ten      |             |             |             |             |
| Jaehyun  |             |             |             |             |
| Winwin   |             |             |             |             |
| Jungwoo  |             |             |             |             |
| Mark     |             |             |             |             |
| Xiaojun  |             |             |             |             |
| Hendery  |             |             |             |             |
| Renjun   |             |             |             |             |
| Jeno     |             |             |             |             |
| Haechan  |             |             |             |             |
| Jaemin   |             |             |             |             |
| Yangyang |             |             |             |             |
| Chenle   |             |             |             |             |
| Jisung   |             |             |             |             |

* = Unidade rotacional
     = "Membro" participa da unit
     = "Membro" é o líder da unit
     = "Membro" não participa dessa unit

## Integrantes

### Johnny
Johnny (em coreano:  쟈니) nascido John Suh (em coreano:  쟌서) em Chicago, Estados Unidos em 9 de fevereiro de 1995 (30 anos). Também atende pelo nome coreano Seo Young-ho (em coreano:  서영호). Em abril de 2012, apareceu no vídeo da música "Twinkle" do Girls' Generation-TTS. Johnny foi introduzido como parte do SM Rookies em dezembro de 2013. De agosto à outubro de 2014, apareceu no programa EXO 90:2014, onde estrelou o remake do vídeo musical de "Yo!". Em abril de 2016, apareceu no reality show NCT Life in Bangkok. Em agosto do mesmo ano, apareceu no vídeo musical da canção "Ready For Your Love" de J-Min. No início de outubro de 2016, fez uma aparição no vídeo musical de "Heartbeat". Em 28 de outubro, lançou a canção "Nightmare" para o projeto Station juntamente com Yoon Do-hyun, Reddy, G2 e Inlayer. Apareceu no vídeo musical de "Switch" do NCT 127, lançado em dezembro de 2016, antes de sua estreia oficial como membro do grupo. Ainda em dezembro foi introduzido como membro do NCT, estreando como parte da subunidade NCT 127 em janeiro de 2017. Sua participação na segunda temporada do programa Lipstick Prince como membro fixo do elenco foi confirmada em fevereiro de 2017. Em março do mesmo ano, se tornou DJ do programa de rádio da SBS NCT's Night Night!. Em abril fez uma curta aparição no nono episódio da série da Netflix Bill Nye Saves the World. O episódio intitulado "The Sexual Spectrum" fala sobre a vida na Coreia. Em outubro de 2020 foi introduzido na subunidade NCT U, ao estrelar o vídeo musical e interpretar a canção "Misfit".

### Taeyong
Taeyong (em coreano:  태용), nascido Lee Tae-yong (em coreano:  이태용) em Seul, Coreia do Sul em 1 de julho de 1995 (29 anos). Taeyong foi introduzido como parte do SM Rookies no início de dezembro de 2013. Em julho de 2014, lançou o vídeo musical para canção "Open the Door", mostrando suas habilidades de rap. De agosto à outubro de 2014, apareceu no programa EXO 90:2014, onde estrelou os remakes dos vídeos musicais de "Yo!" e "Missing You", interpretando a versão jovem de Lay. Colaborou com Red Velvet na música "Be Natural", lançada em 13 de outubro de 2014.
Estreou como membro do NCT, integrando a subunidade NCT U, em abril de 2016 com o lançamento do single "The 7th Sense". Devido a seu passado controverso, alguns internautas criticaram a S.M. Entertainment por permitir a sua estreia com o NCT U. Em julho de 2016, durante o NCT Life Taeyong  pediu desculpas por seus erros do passado. Foi introduzido a subunidade NCT 127 em julho do mesmo ano. A primeira apresentação televisiva do grupo ocorreu em 7 de julho no M! Countdown, performando "Fire Truck" e "Once Again" de seu primeiro mini-álbum, NCT #127 lançado dias depois. Lançou o single colaborativo "Around", juntamente com Hitchhiker, em maio de 2017 através da 2ª temporada do projeto Station. Em agosto de 2017, lançou as canções "함께 (Cure)", em colaboração com Yoo Young-jin, para o projeto Station e "Stay in my Life", juntamente com Taeil e Doyoung, para a trilha sonora de School 2017. De maio a agosto de 2018, fez parte do programa Food Diary. Ainda em agosto, participou da canção "Time" do músico Hitchhiker,. Taeyong colaborou e co-escreveu a canção "City Lights" (夜話) de U-Know, para o álbum New Chapter #2: The Truth of Love lançado em dezembro de 2018.
Em julho de 2019, Taeyong lançou a canção "Long Flight" como o último single da 3ª temporada do projeto Station. E em outubro do mesmo ano, estreou como membro do supergrupo SuperM.

### Yuta
Yuta (em coreano:  유타), nascido Nakamoto Yuta (em japonês:  中本悠太) em Osaka, Japão em 26 de outubro de 1995 (29 anos). Yuta foi introduzido como parte do SM Rookies em dezembro de 2013. De agosto à outubro de 2014, apareceu no programa EXO 90:2014, onde estrelou os remakes dos vídeos musicais de "Hope" e "Do You Know". Em julho de 2015, ele se juntou ao elenco de Non-Summit, substituindo Takuya Terada como representante do Japão. Em abril de 2016, apareceu no reality show NCT Life in Bangkok. No mês seguinte estrelou o reality NCT Life in Seoul. Estreou como membro do NCT, integrando a subunidade NCT 127, em julho do mesmo ano. A primeira apresentação televisiva do grupo ocorreu em 7 de julho no M! Countdown, performando "Fire Truck" e "Once Again" de seu primeiro mini-álbum, NCT #127, lançado dias depois. Em novembro de 2016, apareceu no programa Idol Party em que os comediantes Park Mi-sun e Lee Bong-won se tornam uma família, adotando Yuta e Sorn como seus filhos. Em outubro de 2020 foi introduzido na subunidade NCT U, com lançamento do álbum Resonance Pt. 1.

### Kun
Kun (em coreano:  쿤), nascido Qian Kun (em chinês:  钱锟) em Fujian, China em 1 de janeiro de 1996 (29 anos). Estudou na Beijing Contemporary Music Institute. Kun fez uma audição para fazer parte do Tiger Boys 2.0, um spin-off do grupo de ídolos chineses super popular Tiger Boys, chegando ao top 10 da competição, mas decidiu abandonar devido seus estudos.[carece de fontes?] Foi introduzido como parte do SM Rookies em 18 de dezembro de 2015. Em maio de 2016, estrelou o reality NCT Life in Seoul. Colaborou com o NCT U, como um membro temporário, na versão em mandarim da canção "Without You", lançada em 10 de abril de 2016. Foi introduzido como membro do NCT em janeiro de 2018, sendo apresentado oficialmente no mês seguinte. No final de dezembro de 2018, foi introduzido a subunidade WayV. A subunidade estreou em janeiro de 2019 com o lançamento do extended play The Vision, juntamente com o single "Regular". No final de fevereiro de 2020, colaborou no single "I'll be there" (在你身旁) do Zhou Mi, juntamente com Xiaojun. Em outubro de 2020 foi introduzido oficialmente na subunidade NCT U, com lançamento do álbum Resonance Pt. 1. Em 16 de junho de 2021, Kun estreou como parte da primeira subunidade do WayV, chamada WayV-Kun & Xiaojun, com o single "Back to You".
| Televisão | Televisão         | Televisão | Televisão                           |
| Ano       | Título            | Papel     | Notas                               |
| --------- | ----------------- | --------- | ----------------------------------- |
| 2016      | NCT Life in Seoul | Ele mesmo | Antes de estrear como membro do NCT |

### Doyoung
Doyoung (em coreano:  도영), nascido Kim Dong-young (em coreano:  김동영) em Guri, Gyeonggi, Coreia do Sul em 1 de fevereiro de 1996 (29 anos). Doyoung começou a aprender música durante a quinta série da escola. Depois de querer aprender a tocar a flauta, seu irmão mais velho, Gong Myung, enviou-o para um famoso flautista para um treinamento adequado. Doyoung juntou-se mais tarde ao grupo cultural da escola e tocou flauta em vários eventos culturais depois de dominar o instrumento. Ganhou o primeiro lugar no Gyeonggi Youth Arts Festival em 2013. Mais tarde juntou-se a S.M. Entertainment após uma audição bem-sucedida no S.M. Casting System. Em janeiro de 2015, Doyoung foi apresentado ao público como um novo MC do Show Champion e parte do SM Rookies. Estreou como membro do NCT, integrando a subunidade NCT U, em abril de 2016 com o lançamento do single "The 7th Sense". Em julho de 2016, ele colaborou com Key na canção "Cool", para a trilha sonora do drama 38 Revenue Collection Unit. Em novembro, ele se juntou ao elenco do programa Lipstick Prince. No início de dezembro de 2016, colaborou com Joy na música "First Christmas", para o Inkigayo Music Crush. Ainda em dezembro, foi introduzido como membro da subunidade NCT 127. Lançou a canção "Sound of Your Heart" para o projeto Station como parte do SM Town, em 30 de dezembro de 2016. Em fevereiro de 2017, tornou-se MC do Inkigayo, juntamente com Jinyoung e Jisoo. Em 7 de agosto de 2017, lançou a canção "Stay in my Life" para a trilha sonora de School 2017, juntamente com Taeil e Taeyong. Em janeiro de 2018, lançou a canção "Radio Romance", em colaboração com Taeil, para a trilha sonora do drama de mesmo nome.
Em março de 2019, lançou a canção "Don't say goodbye" (헤어지지 말아요, 우리) em colaboração com o duo indie Rocoberry. Entre junho e julho do mesmo ano, apareceu no King of Mask Singer. Em agosto de 2019, lançou a canção "New Love", juntamente com Jaehyun, para a trilha sonora do web drama When You're on the Blacklist of Bullies. Em outubro do mesmo ano, colaborou para a trilha sonora do drama The Tale of Nokdu, juntamente com Mark, lançado a canção "Baby Only You".

### Ten
Ten (em coreano:  텐), nascido Chittaphon Leechaiyapornkul (em tailandês:  ชิตพล ลี้ชัยพรกุล) em Bangkok, Tailândia em 27 de fevereiro de 1996 (29 anos). Iniciou sua carreira na Tailândia usando o nome artístico TNT. No início de 2011, participou do programa de TV Teen Superstar, onde acabou se tornando o vencedor. Como parte do reality lançou a canção "Change" em parceria com os demais participantes: Puzo, Jab, Victor, Lookmai, Spark, Nutty, São, Tong, Hui, Bix e Yoomiin, em março de 2011 para o álbum Change Teen Superstar. Assim que deixou o programa entrou para a empresa sul-coreana Starship Entertainment, sendo escolhido para integrar o grupo Boyfriend. Mas acabou sendo retirado da line-up final do grupo.
Entrou para a SM Entertainment após ser selecionado na Audição Global de 2013 na Tailândia. Foi introduzido como parte do SM Rookies em dezembro de 2013, utilizando o nome artístico Ten. De agosto à outubro de 2014, apareceu no programa EXO 90:2014, onde estrelou o remake do vídeo musical de "어머님께 (To Mother)". Estreou como membro do NCT, integrando a subunidade NCT U, em abril de 2016 com o lançamento do single "The 7th Sense". Em junho de 2016, se juntou ao elenco do programa de dança da Mnet Hit the Stage. Em janeiro de 2017, se juntou ao elenco do programa Elementary School Teacher da SBS, que mostra ídolos de países estrangeiros melhorando suas habilidades de língua coreana e acostumando-se com a cultura do país. Em 24 de março de 2017 (KST), foi revelado que Ten lançaria seu primeiro single solo intitulado "Dream In A Dream" (몽중몽). A canção foi lançada em 7 de abril como parte da 2ª temporada do projeto SM Station. Ainda em abril foi apresentado como membro do projeto de dança S.M. The Performance. No final de dezembro de 2018, foi introduzido a subunidade WayV A subunidade estreou em janeiro de 2019 com o lançamento do extended play The Vision, juntamente com o single "Regular". Em outubro de 2019, estreou como membro do supergrupo SuperM. No final de maio de 2020, participou do single "The Riot" do DJ GINJO. Lançou o single "Paint Me Naked" em 10 de agosto de 2021, novamente como parte do projeto Station. Em 17 de agosto, Ten estreou como parte da segunda subunidade do WayV, chamada WayV-Ten & Yangyang, com o single "Low Low".

### Jaehyun
Jaehyun (em coreano:  재현), nascido Jung Jae-hyun (em coreano:  정재현) em Seul, Coreia do Sul em 14 de fevereiro de 1997 (28 anos). Mais tarde mudou seu nome legalmente para Jung Yoon-oh (em coreano:  정윤오). Foi introduzido como parte do SM Rookies em dezembro de 2013. De agosto à outubro de 2014, apareceu no programa EXO 90:2014, onde estrelou os remakes dos vídeos musicais de "Hope" e "The Last Game". Em janeiro de 2015, tornou-se MC do Show Champion. Estreou como membro do NCT, integrando a subunidade NCT U, em abril de 2016 com o lançamento do single "The 7th Sense". Foi introduzido a subunidade NCT 127 em julho do mesmo ano. A primeira apresentação televisiva do grupo ocorreu em 7 de julho no M Countdown, performando "Fire Truck" e "Once Again" de seu primeiro mini-álbum, NCT #127, lançado dias depois. Em março de 2017, se tornou DJ do programa de rádio da SBS NCT's Night Night!. Em agosto foi confirmado no elenco do programa da SBS Law of the Jungle. Sua participação foi ao ar de 22 de setembro a 13 de outubro do mesmo ano. Em setembro de 2017, apareceu no vídeo musical de "My Page" do NCT Dream. Lançou a canção "Try Again" em 24 de novembro de 2017, através da 2ª temporada do projeto Station, em colaboração com d.ear. A letra da canção fala sobre chegar ao final de um relacionamento, mas olhando para trás e percebendo o amor sincero. Dias depois apareceu no vídeo musical da canção "The Little Match Girl". Em dezembro de 2017, lançou a canção "Dear My Family" como parte do SM Town para o projeto Station. A primeira versão da canção foi lançada originalmente em 2012, mas após a morte de Jonghyun a SM Entertainment decidiu lançar uma nova versão postumamente com Jonghyun e outros artistas da agência. Em setembro de 2018, lançou a canção "New Dream", juntamente com Taeil, para a trilha sonora do filme Dokgo Rewind. Em agosto de 2019, lançou a canção "New Love", juntamente com Doyoung, para a trilha sonora do web drama When You're on the Blacklist of Bullies. Em meados de novembro de 2019, estreou como apresentador do Inkigayo, juntamente com Minhyuk e Lee Na-eun.

### Winwin
Winwin (em coreano:  윈윈, em chinês:  昀昀), nascido Dong Sicheng (em chinês:  董思成) em Zhejiang, China em 28 de outubro de 1997 (27 anos). Também atende pelo nome coreano Dong Sa-sung (em coreano:  동사성). Em 2009, foi admitido na Escola Secundária da Academia de Dança de Pequim, se especializando em Dança Tradicional Chinesa. Em 2015, foi admitido na Academia Central de Teatro. Em janeiro de 2016, Winwin foi introduzido como parte do SM Rookies. Em maio de 2016, estrelou o reality NCT Life in Seoul. Apareceu no vídeo musical da canção "Without You" do NCT U, lançado em abril de 2016. Estreou como membro do NCT, integrando a subunidade NCT 127, em julho do mesmo ano. A primeira apresentação televisiva do grupo ocorreu em 7 de julho no M! Countdown, performando "Fire Truck" e "Once Again" de seu primeiro mini-álbum, NCT #127, lançado dias depois. Em 25 de novembro de 2016, apareceu no talk show Day Day Up. No final de dezembro de 2018, foi introduzido a subunidade WayV. A subunidade estreou em janeiro de 2019 com o lançamento do extended play The Vision, juntamente com o single "Regular". Em março de 2019, entrou para o elenco do programa My Brilliant Masters.
| Televisão                    | Televisão            | Televisão  | Televisão                           |
| Ano                          | Título               | Papel      | Notas                               |
| ---------------------------- | -------------------- | ---------- | ----------------------------------- |
| 2016                         | NCT Life in Seoul    | Ele mesmo  | Antes de estrear como membro do NCT |
| 2019                         | My Brilliant Masters | Ele mesmo  | Regular                             |
| Aparições em vídeos musicais |                      |            |                                     |
| Ano                          | Canção               | Artista(s) | Notas                               |
| 2016                         | "Without You"        | NCT U      | Antes de estrear como membro do NCT |

### Jungwoo
Jungwoo (em coreano:  정우), nascido Kim Jung-woo (em coreano:  김정우) em Seul, Coreia do Sul em 19 de fevereiro de 1998 (27 anos). Entre 2015 e 2016, participou de alguns concertos do SMROOKIES SHOW, usando uma mascara e representando o número 9. Em abril de 2017, Jungwoo foi apresentado ao público como membro do SM Rookies, ao estrelar o vídeo musical da canção "Paper Umbrella" de Yesung. Foi introduzido como membro do NCT em janeiro de 2018, sendo apresentado oficialmente no mês seguinte. Estreou como membro da subunidade NCT U com a canção "Boss" em fevereiro de 2018. Em setembro do mesmo ano, foi introduzido a subunidade NCT 127. Jungwoo manteve-se como membro regular da subunidade até a data de seu hiato em agosto de 2019 devido a problemas de saúde não esclarecidos. Após longos meses de recuperação, em 23 de janeiro de 2020 foi anunciado o retorno de Jungwoo para o NCT 127.

### Mark
Mark (em coreano:  마크), nascido Mark Lee (em coreano:  마크이) em Vancouver, Canadá em 2 de agosto de 1999 (25 anos). Também atende pelo nome coreano Lee Min-hyung (em coreano:  이민형). Mark foi introduzido como parte do SM Rookies em dezembro de 2013. De agosto à outubro de 2014, apareceu no programa EXO 90:2014. Em julho de 2015, foi selecionado para o elenco do The Mickey Mouse Club da Disney Channel Korea. Estreou como membro do NCT, integrando a subunidade NCT U, em abril de 2016 com o lançamento do single "The 7th Sense". Foi introduzido a subunidade NCT 127 em julho do mesmo ano. A primeira apresentação televisiva do grupo ocorreu em 7 de julho no M! Countdown, performando "Fire Truck" e "Once Again" de seu primeiro mini-álbum, NCT #127, lançado dias depois. Estreou como membro da subunidade NCT Dream, em 24 de agosto de 2016, com o lançamento do single "Chewing Gum". A primeira apresentação televisiva da unit ocorreu no dia seguinte no M! Countdown da Mnet. Em outubro de 2016, lançou a canção "I Want To Enter Your Heart" com Henry Lau para o drama Sweet Stranger and Me.
Em janeiro de 2017, entrou para o elenco do programa de hip hop da Mnet High School Rapper. O show começou no mês seguinte e Mark chegou à final conquistando o 7º lugar. Como parte do programa lançou a canção "Drop", com a participação de Seulgi. Em 3 de março, apareceu como MC especial do programa Music Bank da KBS2, marcando sua estreia como MC. Em julho de 2017 como parte do projeto Station lançou as canções "Young & Free", em colaboração com Xiumin, e "Lemonade Love", em colaboração com Parc Jae-jung. Em outubro de 2019, estreou como membro do supergrupo SuperM. Ainda em outubro, colaborou para a trilha sonora do drama The Tale of Nokdu, juntamente com Doyoung, lançado a canção "Baby Only You".

### Xiaojun
Xiaojun (em coreano:  샤오쥔), nascido Xiao Dejun (em chinês:  肖德俊) em Guangdong, China em 8 de agosto de 1999 (25 anos). Em setembro de 2018, foi introduzido ao projeto de treinamento SM Rookies. No final de dezembro de 2018, foi apresentado como membro da quarta subunidade do NCT, WayV, estreando oficialmente em janeiro de 2019 com o lançamento do extended play The Vision, juntamente com o single "Regular". No final de fevereiro de 2020, colaborou no single "I'll be there" (在你身旁) do Zhou Mi, juntamente com Kun. No final de maio de 2020, participou do single "The Riot" do DJ GINJO. Em outubro de 2020 foi introduzido na subunidade NCT U, com lançamento da canção "Make A Wish (Birthday Song)". Em 16 de junho de 2021, Xiajun estreou como parte da primeira subunidade do WayV, chamada WayV-Kun & Xiaojun, com o single "Back to You". Em outubro de 2021, apareceu na canção "Golden" do DJ Raiden para seu primeiro EP, Love Right Back, que também contou com a participação do rapper pH-1.

### Hendery
Hendery (em coreano:  헨데리), nascido Huang Guanheng (em chinês:  黄冠亨) em Macau, China em 28 de setembro de 1999 (25 anos). Também atende pelo nome cantonês Wong Kunhang. Em setembro de 2018, foi introduzido ao projeto de treinamento SM Rookies. No final de dezembro de 2018, foi apresentado como membro da quarta subunidade do NCT, WayV, estreando oficialmente em janeiro de 2019 com o lançamento do extended play The Vision, juntamente com o single "Regular". Em outubro de 2020 foi introduzido na subunidade NCT U, ao estrelar o vídeo musical e interpretar a canção "Misfit".

### Renjun
Renjun (em coreano:  런쥔), nascido Huang Renjun (em chinês:  黄仁俊) em Jilin, China em 23 de março de 2000 (24 anos). Também atende pelo nome coreano Hwang In-joon (em coreano:  황인준). Filho de norte-coreanos Renjun é chaoxian, que é uma das etnias que vivem em algumas regiões da China, sendo coreano nascido chinês, por Jilin fazer fronteira com a Coreia do Norte. Em sua audição para a SM Entertainment interpretou "Miracles in December" do grupo EXO. Estreou como membro do NCT, integrando a subunidade NCT Dream, em 24 de agosto de 2016, com o lançamento do single "Chewing Gum". A primeira apresentação televisiva do grupo ocorreu no dia seguinte no M! Countdown da Mnet. Em 13 de novembro de 2018 lançou o single "Hair in the Air", como parte do projeto Station 3, em colaboração com Yeri, Jeno e Jaemin. A canção faz parte da trilha sonora da série de animação da Netflix Trolls: The Beat Goes On!. Seu lançamento está sendo chamado de "Selfie Station" como uma colaboração da SM Entertainment com Trolls, podendo ser separado da temporada usual de lançamentos do canal de música digital da SM. Em outubro de 2020 foi introduzido na subunidade NCT U, com lançamento do álbum Resonance Pt. 1.

### Jeno
Jeno (em coreano:  제노), nascido Lee Je-no (em coreano:  이제노) em Seul, Coreia do Sul em 23 de abril de 2000 (24 anos). Em novembro de 2006, fez uma aparição no filme Love Me Not, dirigido por Lee Cheol-ha e estrelado por Moon Geun-young e Kim Joo-hyuk. Jeno foi introduzido como parte do SM Rookies no início de dezembro de 2013. De agosto à outubro de 2014, apareceu no programa EXO 90:2014. Em julho de 2015, foi selecionado para o elenco do The Mickey Mouse Club da Disney Channel Korea. Em abril de 2016, apareceu no reality show NCT Life in Bangkok. Estreou como membro do NCT, integrando a subunidade NCT Dream, em 24 de agosto de 2016, com o lançamento do single "Chewing Gum". A primeira apresentação televisiva do grupo ocorreu no dia seguinte no M! Countdown da Mnet. Apareceu no vídeo musical de "Switch" do NCT 127, lançado em dezembro de 2016. Em maio de 2018, tornou-se apresentador do programa The Show, juntamente com Yeeun e Jin Longguo. Fez uma aparição especial no 20º episódio da web série A-Teen, em setembro de 2018. Em 13 de novembro de 2018 lançou o single "Hair in the Air", como parte do projeto Station 3, em colaboração com Yeri, Renjun e Jaemin. A canção faz parte da trilha sonora da série de animação da Netflix Trolls: The Beat Goes On!. Seu lançamento está sendo chamado de "Selfie Station" como uma colaboração da SM Entertainment com Trolls, podendo ser separado da temporada usual de lançamentos do canal de música digital da SM. Em outubro de 2020 foi introduzido na subunidade NCT U, ao estrelar o vídeo musical e interpretar a canção "Misfit".
| Filmes                       | Filmes                | Filmes              | Filmes                              |
| Ano                          | Título                | Papel               | Notas                               |
| ---------------------------- | --------------------- | ------------------- | ----------------------------------- |
| 2006                         | Love Me Not           | Não mencionado      | Não creditado                       |
| Televisão                    |                       |                     |                                     |
| 2014                         | EXO 90:2014           | Ele mesmo           | Recorrente                          |
| 2015                         | The Mickey Mouse Club | Ele mesmo           | Regular                             |
| 2016                         | NCT Life in Bangkok   | Ele mesmo           | Antes de estrear como membro do NCT |
| 2018– 2019                   | The Show              | Ele mesmo           | Apresentador                        |
| Web                          |                       |                     |                                     |
| 2018                         | A-Teen                | Estudante           | Cameo (Ep. 20)                      |
| Aparições em vídeos musicais |                       |                     |                                     |
| Ano                          | Canção                | Artista(s)          | Notas                               |
| 2016                         | "Switch"              | NCT 127 feat. SR15B |                                     |

### Haechan
Haechan (em coreano:  해찬), nascido Lee Dong-hyuck (em coreano:  이동혁) em Seul, Coreia do Sul em 6 de junho de 2000 (24 anos). Haechan foi introduzido como parte do SM Rookies em março de 2014, utilizando seu nome real, Dong-hyuck. De agosto à outubro de 2014, apareceu no programa EXO 90:2014. Em julho de 2015, foi selecionado para o elenco do The Mickey Mouse Club da Disney Channel Korea. Em abril de 2016, apareceu no reality show NCT Life in Bangkok. Estreou como membro do NCT, integrando a subunidade NCT 127, em julho do mesmo ano. A primeira apresentação televisiva do grupo ocorreu em 7 de julho no M! Countdown, performando "Fire Truck" e "Once Again" de seu primeiro mini-álbum, NCT #127, lançado dias depois. Foi introduzido a subunidade NCT Dream, em 24 de agosto de 2016, com o lançamento do single "Chewing Gum". A primeira apresentação televisiva da unit ocorreu no dia seguinte no M Countdown da Mnet. Em 13 de novembro de 2018 lançou a canção "Best Day Ever", em colaboração com Chenle e Jisung, para a trilha sonora da série de animação da Netflix Trolls: The Beat Goes On!. Em dezembro de 2019, foi introduzindo a subunidade NCT U, com o lançamento da canção "Coming Home", também interpretada por Taeil, Doyoung, Jaehyun.
| Televisão | Televisão             | Televisão | Televisão                           |
| Ano       | Título                | Papel     | Notas                               |
| --------- | --------------------- | --------- | ----------------------------------- |
| 2014      | EXO 90:2014           | Ele mesmo | Recorrente                          |
| 2015      | The Mickey Mouse Club | Ele mesmo | Regular                             |
| 2016      | NCT Life in Bangkok   | Ele mesmo | Antes de estrear como membro do NCT |

### Jaemin
Jaemin (em coreano:  재민), nascido Na Jae-min (em coreano:  나재민) em Seul, Coreia do Sul em 13 de agosto de 2000 (24 anos). Foi descoberto pela SM Entertainment em 2013, quando estava fazendo trabalho voluntario. De agosto à outubro de 2014, apareceu no programa EXO 90:2014. Jaemin foi introduzido como parte do SM Rookies em abril de 2015. Em julho de 2015, foi selecionado para o elenco do The Mickey Mouse Club da Disney Channel Korea. Em abril de 2016, apareceu no reality show NCT Life in Bangkok. Estreou como membro do NCT, integrando a subunidade NCT Dream, em 24 de agosto de 2016, com o lançamento do single "Chewing Gum". A primeira apresentação televisiva do grupo ocorreu no dia seguinte no M Countdown da Mnet. Foi relatado em dezembro de 2016, que Jaemin não se apresentaria com o NCT no 18th Mnet Asian Music Awards devido a problemas de saúde. Apareceu no vídeo musical de "Switch" do NCT 127, lançado em dezembro de 2016. Em fevereiro de 2017 a S.M. Entertainment anunciou que Jaemin não participaria das promoções do single álbum The First, para focar no tratamento de uma hérnia de disco. Votou as promoções do NCT em janeiro de 2018. Fez uma aparição especial no 20º episódio da web série A-Teen, em setembro de 2018. No início de novembro do mesmo ano, Jaemin entrou para o elenco da segunda temporada do programa My English Puberty. Em 13 de novembro lançou o single "Hair in the Air", como parte do projeto Station 3, em colaboração com Yeri, Renjun e Jeno. A canção faz parte da trilha sonora da série de animação da Netflix Trolls: The Beat Goes On!. Seu lançamento está sendo chamado de "Selfie Station" como uma colaboração da SM Entertainment com Trolls, podendo ser separado da temporada usual de lançamentos do canal de música digital da SM.
Em 22 de fevereiro de 2019, a JTBC anunciou que estaria adaptando o popular webtoon How to Hate You em um especial de drama de um ato, com Jaemin estrelando como o protagonista masculino Han Dae-kang, um calouro de faculdade que se especializou em animação e que gosta de ler histórias em quadrinhos e é um jogador habilidoso. Embora ele pareça brusco e indiferente por fora, ele se revela uma pessoa pensativa e sincera que se importa profundamente com as outras pessoas. How to Hate You, produzido pela JTBC Digital Studio em conjunto com o desenvolvedor de videogames NCSoft, estreou 1º de abril de 2019. Em 9 de abril, Jaemin foi apresentado como membro do programa de variedades Do You Want To Play? GG, do Channel A. O show de variedades estreou em maio de 2019. Em outubro de 2020 foi introduzido na subunidade NCT U, com lançamento da canção "Make A Wish (Birthday Song)".

### Yangyang
Yangyang (em coreano:  양양), nascido Liu Yangyang (em chinês:  刘扬扬) em Taipé, Taiwan em 10 de outubro de 2000 (24 anos). Ainda criança Yangyang demonstrava sua paixão pela dança e pelo rap. Viveu a maior parte de sua adolescência em Düsseldorf, Alemanha, onde morou por seis anos e atendia pelo nome Yang Yang Fischer. Ele se mudou para a cidade com sua mãe e irmã quando tinha onze anos de idade. Em setembro de 2018, foi introduzido ao projeto de treinamento SM Rookies. No final de dezembro de 2018, foi apresentado como membro da quarta subunidade do NCT, WayV, estreando oficialmente em janeiro de 2019 com o lançamento do extended play The Vision, juntamente com o single "Regular". Yangyang participou do single "Asteroid" do DJ e produtor IMLAY, lançado em fevereiro de 2020, como faixa principal do extended play Dystopia. Em outubro de 2020 foi introduzido na subunidade NCT U, ao estrelar o vídeo musical e interpretar a canção "Misfit". Em 17 de agosto de 2021, Yangyang estreou como parte da segunda subunidade do WayV, chamada WayV-Ten & Yangyang, com o single "Low Low".

### Chenle
Chenle (em coreano:  천러), nascido Zhong Chenle (em chinês:  钟辰乐) em Xangai, China em 22 de novembro de 2001 (23 anos). Também atende pelo nome coreano Jong Jin-rak (em coreano:  종진락). Em 2010 apareceu no programa de televisão, China's Got Talent. Seu concerto em fevereiro de 2014 foi realizado no Vienna's Golden Hall, uma das melhores salas de concertos do mundo. Juntou-se a SM Entertainment em março de 2016, após uma audição bem sucedida. Estreou como membro do NCT, integrando a subunidade NCT Dream, em 24 de agosto de 2016, com o lançamento do single "Chewing Gum". A primeira apresentação televisiva do grupo ocorreu no dia seguinte no M! Countdown da Mnet. Em maio de 2018, apareceu no episódio 14 do programa da KBS2 One Night Sleepover Trip. Em 13 de novembro de 2018 lançou a canção "Best Day Ever", em colaboração com Haechan e Jisung, para a trilha sonora da série de animação da Netflix Trolls: The Beat Goes On!. Em outubro de 2020 foi introduzido na subunidade NCT U, com lançamento do álbum Resonance Pt. 1.

### Jisung
Jisung (em coreano:  지성), nascido Park Ji-sung (em coreano:  박지성) em Seul, Coreia do Sul em 5 de fevereiro de 2002 (23 anos). Iniciou sua carreira como ator mirim, estrelando vários comerciais. Em maio de 2013 apareceu no programa da MBC Music Gangnam Feel Dance. Estrelou o filme Go, Stop, Murder, como Jeong-won, lançado mundialmente em 21 de julho de 2013. Jisung foi introduzido como parte do SM Rookies em dezembro de 2013. De agosto à outubro de 2014, apareceu no programa EXO 90:2014. Em julho de 2015, foi selecionado para o elenco do The Mickey Mouse Club da Disney Channel Korea. Ainda em julho, apareceu do vídeo musical de "Champagne" do Yunho. Em abril de 2016, apareceu no reality show NCT Life in Bangkok. Estreou como membro do NCT, integrando a subunidade NCT Dream, em 24 de agosto de 2016, com o lançamento do single "Chewing Gum". A primeira apresentação televisiva do grupo ocorreu no dia seguinte no M! Countdown da Mnet. Apareceu no vídeo musical de "Switch" do NCT 127, lançado em dezembro de 2016. Em abril de 2018, Jisung entrou para o elenco do reality show Why Not? The Dancer. A estreia do reality ocorreu em 5 de maio no canal JTBC4, contando também com Eunhyuk, Lee Gi-kwang, Lee Tae-min e Lia Kim no elenco. Em agosto de 2018, foi revelado que Jisung havia entrado para o elenco do programa Dancing High da KBS. O programa que mostra dançarinos adolescentes que disputam entre si, teve sua estreia em 7 de setembro. Sua primeira performance chocou todos com suas habilidades de dança, ganhando elogios dos treinadores, que afirmaram: "O desempenho de Jisung excede o preconceito de ser um ídolo. Por favor, olhe para a frente para as performances de Jisung e outros dançarinos. Por favor, sintonize seus encantos e apoie-os!" Em 13 de novembro de 2018 lançou a canção "Best Day Ever", em colaboração com Haechan e Chenle, para a trilha sonora da série de animação da Netflix Trolls: The Beat Goes On!. No início de novembro de 2020, a SM Entertainment anunciou que, devido a uma lesão no joelho, Jisung não participaria das performances do NCT por um tempo, entrando oficialmente em hiato.
| Filmes                       | Filmes                | Filmes              | Filmes                              |
| Ano                          | Título                | Papel               | Notas                               |
| ---------------------------- | --------------------- | ------------------- | ----------------------------------- |
| 2013                         | No Cave               | Ji-seong            |                                     |
| 2013                         | Go, Stop, Murder      | Jeong-won           |                                     |
| Televisão                    |                       |                     |                                     |
| 2013                         | Gangnam Feel Dance    | Ele mesmo           | Ep. 16                              |
| 2014                         | EXO 90:2014           | Ele mesmo           | Recorrente                          |
| 2015                         | The Mickey Mouse Club | Ele mesmo           | Regular                             |
| 2016                         | NCT Life in Bangkok   | Ele mesmo           | Antes de estrear como membro do NCT |
| 2018                         | Why Not? The Dancer   | Ele mesmo           | Regular                             |
| 2018                         | Dancing High          | Ele mesmo           | Regular                             |
| Aparições em vídeos musicais |                       |                     |                                     |
| Ano                          | Canção                | Artista(s)          | Notas                               |
| 2015                         | "Champagne"           | Yunho               |                                     |
| 2016                         | "Switch"              | NCT 127 feat. SR15B |                                     |

## Ex-integrantes

### Taeil
Taeil (em coreano:  태일), nascido Moon Tae-il (em coreano:  문태일) em Seul, Coreia do Sul em 14 de junho de 1994 (30 anos). Taeil foi introduzido como parte do SM Rookies em outubro de 2015. Em 27 de janeiro de 2016, lançou a canção "단 한 사람 (Because Of You)", para a trilha sonora da série The Merchant: Gaekju 2015. Estreou como membro do NCT, integrando a subunidade NCT U, em abril de 2016 com o lançamento do single "Without You". Foi introduzido a subunidade NCT 127 em julho do mesmo ano. A primeira apresentação televisiva do grupo ocorreu em 7 de julho no M Countdown, performando "Fire Truck" e "Once Again" de seu primeiro mini-álbum, NCT #127 lançado dias depois. Lançou a canção "너의 목소리 (Sound of Your Heart)" para o projeto Station, como parte do SM Town, em 30 de dezembro de 2016. Em 7 de agosto de 2017, lançou a canção "Stay in my Life" para a trilha sonora de School 2017, juntamente com Taeyong e Doyoung. Em janeiro de 2018, lançou a canção "Radio Romance", em colaboração com Doyoung, para a trilha sonora do drama de mesmo nome. Em setembro do mesmo ano, lançou a canção "New Dream", juntamente com Jaehyun, para a trilha sonora do filme Dokgo Rewind. Taeil colaborou com Sohlhee na canção "Purple (보라색)", lançada como single em 30 de março de 2019. "Purple" é uma música que compara a intensidade, o embaraço e a inexperiência do primeiro amor à cor roxa. Em outubro de 2021, apareceu no single "Love Right Back" do DJ Raiden, que também contou com a participação do rapper lIlBOI. No dia 28 de agosto de 2024, Taeil foi removido do grupo após acusações de agressão sexual.

### Lucas
Lucas (em coreano:  루카스), nascido Huang Xuxi (em chinês:  黃旭熙) em Hong Kong, China em 25 de janeiro de 1999 (26 anos), é filho de pai chinês e mãe tailandesa. Também atende pelo nome Wong Yukhei. Em 2015 juntou-se a SM Entertainment após uma audição bem-sucedida realizada em Hong Kong. Em abril de 2017, Lucas foi apresentado ao público como membro do SM Rookies, ao estrelar o vídeo musical da canção "Dream In A Dream" de Ten. Foi introduzido como membro do NCT em janeiro de 2018, sendo apresentado oficialmente no mês seguinte. Estreou como membro da subunidade NCT U com a canção "Boss" em fevereiro de 2018. Colaborou com Taeyeon na canção "저녁의 이유 (All Night Long)", lançada em junho de 2018 como parte do EP Something New. No mês seguinte foi escalado para o reality show da SBS Law of the Jungle. Em setembro do mesmo ano, foi escalado para o elenco do programa Real Man 300 representando a 3ª Divisão de Infantaria também conhecida como a tropa "Crânio Branco". Sua estreia no programa ocorreu em 23 de novembro de 2018. Lançou a canção "Coffee Break", em colaboração com Jonah Nilsson, como primeiro single da terceira temporada do projeto Station em 29 de novembro de 2018. No final de dezembro de 2018, foi introduzido a subunidade WayV. A subunidade estreou em janeiro de 2019 com o lançamento do extended play The Vision, juntamente com o single "Regular". Em fevereiro, Lucas entrou para o elenco da sétima temporada do programa Keep Running, a versão chinesa do show de variedades Running Man da SBS. Em outubro de 2019, estreou como membro do supergrupo SuperM. Em 10 de maio de 2023, foi anunciado de que ele sairia do NCT e do WayV.

### Shotaro
Shotaro (em coreano:  쇼타로), nascido Osaki Shotaro (em japonês:  大崎将太郎) em Kanagawa, Japão em 25 de novembro de 2000 (24 anos). Com apenas cinco anos de idade, Shotaro já frequêntava uma academia de dança com sua mãe que adorava dançar. Durante uma entrevista quando foi perguntado por quanto tempo ele aprendeu a dançar, ele respondeu: "Não só frequentei aquela academia, mas fui a outros lugares por cerca de dez anos e aprendi muitos tipos diferentes de dança. Eu estive no palco tantas vezes. Quando eu estava no ensino fundamental, fazia um recital de dança na academia uma vez por ano, e meus pais ficavam muito felizes. Eles ficaram emocionados quando me viram dançando no centro." Foi apresentado como membro do NCT em setembro de 2020. Quando questionado sobre como se sentiu ao ouvir a notícia que se juntaria ao grupo, ele declarou: "Eu estava praticando com Sungchan, que também se juntou ao NCT. Um dia, um funcionário da agência nos ligou e explicou em detalhes sobre o NCT e disse que faríamos parte dele. Meu coração batia forte e eu ficava me perguntando repetidamente: 'Ah, é mesmo?'." No mês seguinte foi introduzido na subunidade NCT U, com lançamento da canção "Make A Wish (Birthday Song)". Em julho de 2021, estampou a revista Vogue Korea. Em 24 de maio de 2023, Shotaro e Sungchan anunciaram sua saída do NCT, para debutar em outro grupo que estreará pela SM Entertainment ainda em 2023.

### Sungchan
Sungchan (em coreano:  성찬), nascido Jung Sung-chan (em coreano:  정성찬) em Seul, Coreia do Sul em 13 de setembro de 2001 (23 anos). Sungchan foi escalado por um olheiro da SM Entertainment enquanto estava na rua. Em entrevista para a Allure Korea, Sungchan declarou: "No começo, fui sondado na rua. Eu tinha certeza de que não daria certo, mas fui escalado duas vezes pela nossa agência, então pensei que queria tentar uma vez. Mesmo se você for escalado, você tem que fazer um teste, mas eu pensei que minhas habilidades eram insuficientes para fazer isso, então comecei a frequentar uma academia de dança. Eu fiz outro teste e depois passei." Foi apresentado como membro do NCT em setembro de 2020. No mês seguinte foi introduzido na subunidade NCT U, ao estrelar o vídeo musical e interpretar a canção "Misfit". Em meados de fevereiro de 2021 foi apresentado pela SBS como um dos novos apresentadores do programa Inkigayo, ao lado de An Yu-jin e Jihoon. Sua estreia oficial no programa ocorreu em 7 de março, onde apresentou um cover da canção "Give Love". Sungchan ainda estampou a edição de maio da revista Allure Korea. Em abril de 2021, Sungchan foi nomeado como embaixador da campanha MClean 2021, que visa combater comentários maliciosos e conteúdos ilegais na internet. Ainda em abril foi escolhido como modelo da Dr.G da marca de cosméticos Gowoon Sesang. Um funcionário da Dr.G declarou: "A imagem única de saúde e limpeza de Sungchan se encaixa bem com a filosofia de 'pele saudável' da marca, por isso foi selecionado como modelo." Estrelou o vídeo musical da canção "Free To Fly" de Kangta, lançado em julho de 2021. Em 24 de maio de 2023, Sungchan e Shotaro anunciaram sua saída do NCT, para debutar em outro grupo que estreará pela SM Entertainment ainda em 2023.
| Televisão                    | Televisão     | Televisão  | Televisão    |
| Ano                          | Título        | Papel      | Notas        |
| ---------------------------- | ------------- | ---------- | ------------ |
| 2021– presente               | Inkigayo      | Ele mesmo  | Apresentador |
| Aparições em vídeos musicais |               |            |              |
| Ano                          | Canção        | Artista(s) | Notas        |
| 2021                         | "Free To Fly" | Kangta     |              |